# Дубравиця (Меткович)
43°01′ пн. ш. 17°39′ сх. д. / 43.02° пн. ш. 17.65° сх. д.
Дубравиця (хорв. Dubravica) — населений пункт у Хорватії, у Дубровницько-Неретванській жупанії у складі міста Меткович.

## Населення
Населення за даними перепису 2011 року становило 90 осіб.
Динаміка чисельності населення поселення: